# Dirkshornplantsoen
Het Dirkshornplantsoen is een plantsoen en tevens een straat in Amsterdam-Noord.
Het plantsoen en bijbehorende straat kreeg op 1 december 1948 haar naam; een vernoeming naar het Noord-Hollandse dorp Dirkshorn. Het 200 meter lange plantsoen is een zaagvormige groenstrook tussen bebouwing en de ringsloot van de Buikslotermeer. Plantsoen en straat zijn aangelegd op gronden die tot vlak voor de Tweede Wereldoorlog in gebruik waren als weiden behorende bij de boerderij Mollewoud/Nollewoud.
De straat en de rest van de buurt werden volgebouwd met duplexwoningen annex rijtjeshuizen naar ontwerp van A.J Kramer voor de Gemeentelijke Woningdienst.  Ze bestaan uit twee bouwlagen met daarop een kap en dateren uit 1948. De straat ligt in Tuindorp Nieuwendam en heeft dan ook het uiterlijk van een tuindorp.

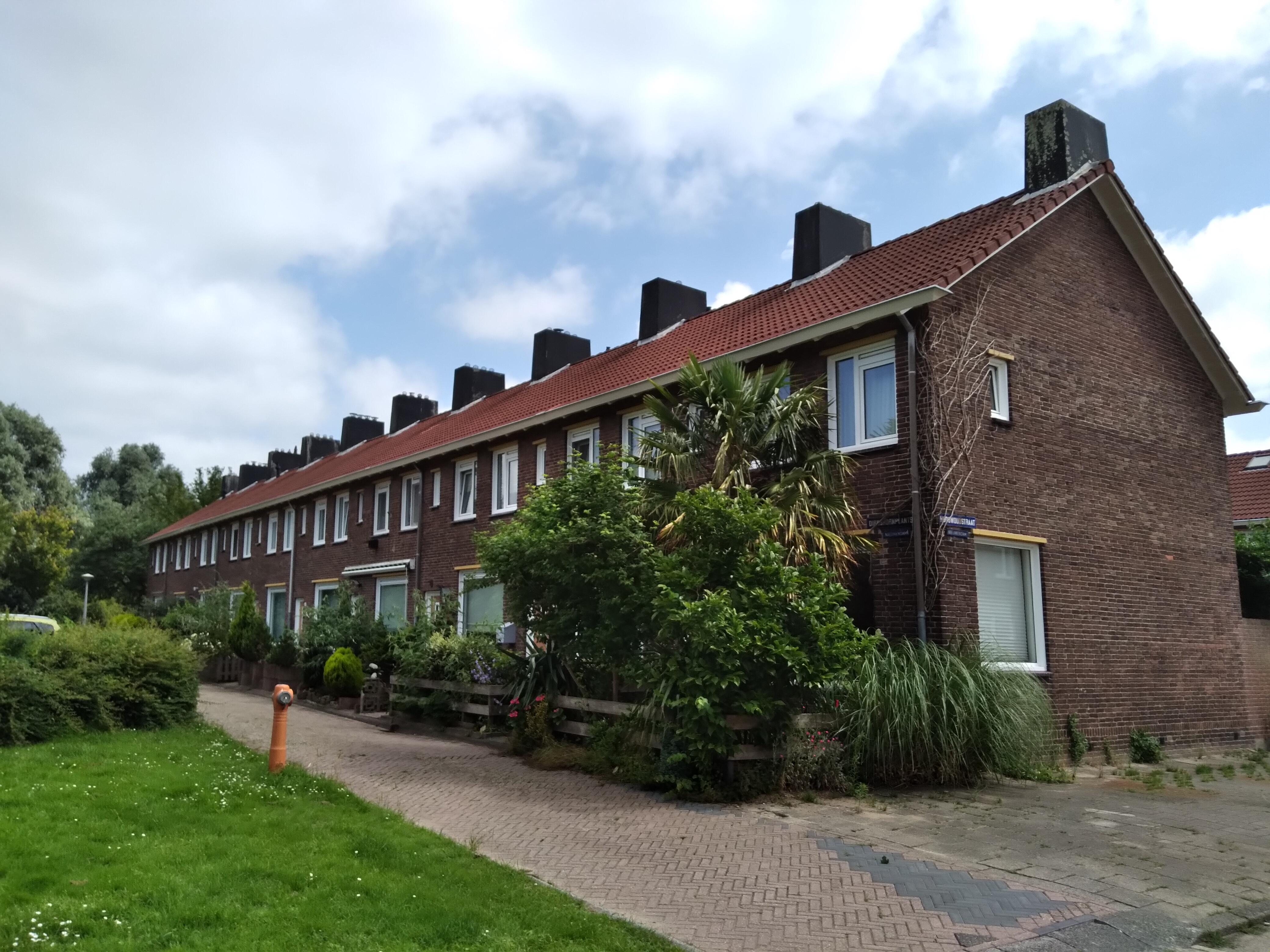
Blokje Dirkshornplantsoen 13-22 (juli 2021)